# Tiszafarkasfalva
Tiszafarkasfalva (ukránul Вовчанске (Vovcsanszke / Vovchanske)) Tiszabökény településrésze Ukrajnában, Kárpátalján, a Beregszászi járásban.

## Fekvése
Nagyszőlőstől 21 km-re délnyugatra, Beregszásztól 26 km-re délkeletre a Tisza bal partján fekszik. 1971-ben Tiszabökényhez csatolták, korábban Tiszapéterfalvához tartozott.

## Nevének eredete
Neve a magyar Farkas személynévből származik.

## Története
A Tisza mellett fekvő Árpád-kori falut a 13. században alapította a Farkas család. Lakói nagyrészt az 1717-es tatár betörés után betelepített és a 19. században elmagyarosodott ruszinok leszármazottai, görögkatolikus magyarok és nagyrészt reformátusok. 2005-ben az egykori kurucok leszármazottai  Rákóczi-szobrot állítottak a falu központjában.  
1910-ben 187, túlnyomórészt magyar lakosa volt. A trianoni békeszerződésig Ugocsa vármegye Tiszántúli járásához tartozott. Ma 600 lakosának 90%-a magyar.

## Nevezetességek
- Fogarassy család kastélya, melyben múzeumot rendeztek be.

A kastélymúzeumban állandó néprajzi kiállítás van, amely bemutatja a tiszaháti emberek életét, a parasztélettel kapcsolatos anyagokat. 
A kastély környékén szabadtéri falumúzeum van korhű berendezésekkel és vízimalommal. 
- Református temploma a 13–14. században épült.
- Rákóczi-szobor